# Phyllotymolinum
Phyllotymolinum is een geslacht van kreeftachtigen uit de klasse van de Malacostraca (hogere kreeftachtigen).

## Soort
- Phyllotymolinum crosnieri Tavares, 1993